# Mr. Baseball
Dokaben (ドカベン?) è un manga ambientato nel mondo del baseball, disegnato da Shinji Mizushima e serializzato in Weekly Shōnen Champion dal 24 aprile 1972 al 27 marzo 1981.
Dal manga è stato successivamente prodotto un anime con lo stesso titolo, composto da 163 episodi e prodotto dalla Nippon Animation, che è stato trasmesso solo in parte in Italia con il titolo di Mr. Baseball.
Il dokaben (どか弁?) è un'abbreviazione di dokata no bentō (土方の弁当, "bentō dei manovali") e indica un tipo di scatola per il bentō fatta di alluminio, nel quale al protagonista Taro Yamada piace mangiare.

## Trama
Taro Yamada e i suoi compagni Iwaki, Tonoma, e Satonaka fanno tutti parte della squadra di baseball della loro scuola. Inizialmente la storia si concentra principalmente sul trio composto da Yamada, Iwaki, e Sachiko, conosciuti come il "Hana Trio", ma in seguito (a partire dal numero 8) tutto il team si trasferisce in un'altra scuola, grazie al talento per lo sport dei suoi componenti.

## Personaggi
Taro Yamada (山田太郎,?, Yamada Tarou)
Doppiatore: Hideyuki Tanaka, il protagonista della storia.
Satoru Satonaka (里中智,?, Satonaka Satoru)
Doppiatore: Akira Kamiya
Masami Iwaki (岩鬼正美,?, Iwaki Masami)
Doppiatore: Tessho Genda
Kazuto Tonoma (殿馬一人,?, Tonoma Kazuto)
Doppiatore: Kaneta Kimotsuki
Sho Doigaki (土井垣将,?, Doigaki Shou)
Doppiatore: Katsuji Mori
Tetsuji Yamaoka (山岡鉄司,?, Yamaoka Tetsuji)
Doppiatore: Shigeru Chiba
Santaro Hohoemi (微笑三太郎,?, Hohoemi Santarou)
Doppiatore: Yoshito Yasuhara
Keiichi Nagisa (渚圭一,?, Nagisa Keiichi)
Doppiatore: Toshio Furukawa
Mitsuo Kita (北満男,?, Kita Mitsuo)
Doppiatore: Kazuomi Ikeda

## Accoglienza
Nel sondaggio Manga Sōsenkyo 2021 indetto da TV Asahi, 150 000 persone hanno votato la loro top 100 delle serie manga e Mr. Baseball si è classificata al 42º posto.